# Melle (Włochy)
Melle – miejscowość i gmina we Włoszech, w regionie Piemont, w prowincji Cuneo.
Według danych na rok 2004 gminę zamieszkiwały 364 osoby, gęstość zaludnienia wynosiła 13 os./km².